# Macrosteles brunnescens
Macrosteles brunnescens är en insektsart som beskrevs av Anufriev 1968. Macrosteles brunnescens ingår i släktet Macrosteles och familjen dvärgstritar. Inga underarter finns listade i Catalogue of Life.